# Коньевич, Милан
Милан Коньевич (серб. Милан Коњевић; род. в 1970, Белград) — сербский режиссёр, сценарист кино и телевидения, а также автор комиксов.

## Биография
Милан Коньевич родился в 1970 году в Белграде. Получил диплом режиссера кино и телевидения на факультете драматического искусства в университете искусств в Белграде в 1997 году .
В 1996 году он работал в издательстве Luxor Co., где писал сценарии для сербских комиксов, создав три популярных франшизы: «Поколение Теслы», «Бойцы сумерек» и «Ромеро». После этого он снимал различные шоу на столичном телеканале B92, для которого режиссировал популярное ток-шоу «Впечатления недели» (серб. Утисак недеље). В 2006 году создал две серии комиксов: «Divlja magija» (рус. Дикая магия), основанная на славянской мифологии и состоящая из 12-ти выпусков, и научно-фантастический «Faktor 4».
В 2009 году вместе с Миланом Тодоровичем снял первый сербский фильм ужасов о зомби под названием «Зона мёртвых».

## Фильмография
| Год       |   | Русское название     | Оригинальное название          | Роль                                      |
| --------- | - | -------------------- | ------------------------------ | ----------------------------------------- |
| 2009      | ф | Зона мёртвых         | Зона мртвих / Zone of the Dead | режиссёр, сценарист, продюсер             |
| 2012      | ф | Доктор Рей и дьяволы | Доктор Реј и ђаволи            | актёр (Ченгич)                            |
| 2014      | ф | Мамула               | Мамула                         | сценарист                                 |
| 2017      | ф | Ночной мир           | Nightworld                     | сценарист                                 |
| 2017—2020 | с | Военная академия     | Војна академија                | сценарист (3 и 5 сезоны: 25 эпизодов)     |
| 2021      | с | Аванпост             | The Outpost                    | режиссёр (эпизод «Something to Live For») |